# Stazione di Sumiyoshi (JR West)
La stazione di Sumiyoshi (住吉駅?, Sumiyoshi-eki) è una stazione ferroviaria di Kōbe, nella prefettura di Hyōgo, situata nel quartiere di Higashinada-ku. Si trova sulla linea JR Kōbe, sezione della linea principale Tōkaidō, ed è il capolinea del people mover Rokkō Liner per l'isola di Rokkō.

## Linee
- JR West
  - ■ Linea JR Kōbe (Linea principale Tōkaidō)
- Kobe New Transit
  - ● Rokkō Liner

## Caratteristiche

### Stazione JR
La stazione ha due banchine a isola serventi quattro binari in superficie.
| 1 | ■ Linea JR Kōbe |  | Rapidi per Amagasaki, Osaka e Kyoto nell'ora di punta                                         |
| 2 | ■ Linea JR Kōbe |  | Locali per Amagasaki, Osaka e Kyoto Locali per Kitashinchi e Shijōnawate sulla linea JR Tōzai |
| 3 | ■ Linea JR Kōbe |  | Locali e rapidi per Sannomiya e Himeji                                                        |
| 4 | ■ Linea JR Kōbe |  | Rapidi per Sannomiya e Himeji all'ora di punta                                                |

### Stazione Rokkō Liner
La stazione è di testa e sopraelevata, con due binari.
| 1-2 | ● Rokkō Liner |  | Rapidi per Uozaki e Marine Park |

## Stazioni adiacenti
| «                             | Servizio      | »             |
| Linea JR Kōbe                 | Linea JR Kōbe | Linea JR Kōbe |
| ----------------------------- | ------------- | ------------- |
| Settsu-Motoyama               | Locale        | Rokkōmichi    |
| Ashiya                        | Rapido        | Rokkōmichi    |
| I Rapidi Speciali non fermano |               |               |
| Rokkō Liner                   |               |               |
| Capolinea                     | Locale        | Uozaki        |